# Velika konjunkcija
Velika konjunkcija je konjunkcija planeta Jupitera i Saturna, kada se ta dva planeta pojavljuju najbliže zajedno na nebu. Veliki veznici javljaju se otprilike svakih 20 godina kada Jupiter "prestigne" Saturn u svojoj orbiti. Nazvani su "sjajnima" jer su daleko najrjeđi od veznih odnosa između golih planeta (tj. isključujući Uran i Neptun).
Razmak između planeta varira od konjunkcija do sprege s većinom događaja od 0,5 do 1,3 stupnja (30 do 78 arkminuta ili 1 do 2,5 puta širine punog mjeseca). Vrlo bliske konjunkcije događaju se mnogo rjeđe (iako je maksimum od 1,3° još uvijek blizu unutarnjim standardima planeta): odvajanja manje od 10 arkminuta dogodila su se samo četiri puta od 1200., nedavno u 2020.

## Povijest
Velike konjunkcije su privlačile značajnu pažnju u prošlosti kao predznaci. Tijekom kasnog srednjeg vijeka i renesanse tema su koju su istraživali predznanstveni i prijelazni astronomi-astrolozi razdoblja do vremena Tycho Brahea i Johannesa Keplera, skolastički mislioci poput Rogera Bacona i Pierrea d ' Ailly, a spominju se u popularnim i književnim djelima autora kao što su Dante i Shakespeare. Ovo zanimanje prati se u Europi prema prijevodima arapskih tekstova, posebno o Albumasarovoj knjizi o veznicima.
Unatoč matematičkim pogreškama i nekim nesuglasicama među astrolozima oko toga kada su trigoni započeli, vjera u značaj takvih događaja generirala je tok publikacija koje su neprestano rasle do kraja 16. vijeka. Kako je velika povezanost 1583. godine posljednji put bila u vodenom trigonu, trebalo je najavljivati apokaliptične promjene; papinska bula protiv proricanja izdana je 1586. godine, ali kako se do strahovitog događaja 1603. godine nije dogodilo ništa značajno, javni je interes brzo umro. Početkom sljedećeg trigona suvremeni znanstveni konsenzus već je odavno uspostavio astrologiju kao pseudoznanost, a poravnanja planeta više se nisu doživljavala kao predznaci.

## Velike konjunkcije

### 7. pr. Kr.
Proučavajući veliku konjukciju 1603. godine, Johannes Kepler mislio je da Betlehemska zvijezda mogla biti pojava velike konjunkcije. Izračunao je da se trostruka konjukcija Jupitera i Saturna dogodila 7. godine prije Krista (−6 koristeći astronomsko numeriranje godina); Trostruka konjukcija je konjunkcija Jupitera i Saturna na ili u blizini njihove suprotnosti Suncu. U ovom će scenariju Jupiter i Saturn zauzeti isto pravo uzdizanje u tri navrata ili istu ekliptičku dužinu u tri navrata, ovisno o tome koju definiciju "konjunkcije" netko koristi (to je zbog očitog retrogradnog kretanja i događa se u roku od nekoliko mjeseci). Najnoviji trostruki spoj dogodio se 1980. i 1981. godine, dok će sljedeći biti 2238. i 2239. godine.

### 1563.
Astronomi iz krakovske akademije (Jan Muscenius, Stanisław Jakobejusz, Nicolaus Schadeck, Petrus Probosczowicze i drugi) primijetili su veliku konjunkciju 1563. godine za usporedbu Alfonsinovih tablica (na temelju geocentričnog modela) s Pruteničkim tablicama (na temelju Kopernikovog heliocentrizma). U Pruteničkim tablicama astronomi su pronašli Jupiter i Saturn toliko blizu jedni drugima da je Jupiter prekrio Saturn (stvarno kutno razdvajanje bilo je 6,8 minuta 25. kolovoza 1563.). Alfonsine tablice sugeriraju da bi se konjunkciju trebalo promatrati drugog dana, ali na dan naznačen Alfonsine tablicama kutno razdvajanje bilo je punih 141 minuta. Krakovski profesori predložili su slijeđenje preciznijih Kopernikovih predviđanja, a između 1578. i 1580. Kopernikov heliocentrizam tri je puta predavao Valentin Fontani.

### 2020.
Velika konjunkcija 2020. bila je najbliža od 1623. godine i osma najbliža od prva tri tisućljeća poslije Krista, s minimalnim razdvajanjem između dva planeta od 6,1 arkminuta. Ova velika konjunkcija bila je ujedno i najlakše vidljiva bliska konjunkcija od 1226. godine (jer su prethodne bliske konjukcije 1563. i 1623. bile bliže Suncu i stoga ih je bilo teže vidjeti). Dogodilo se to sedam tjedana nakon heliocentrične konjukcije, kad su Jupiter i Saturn dijelili istu heliocentričnu dužinu.
Najbliže razdvajanje dogodilo se 21. prosinca u 19:22 CET, kada je Jupiter bio 0,1 ° južno od Saturna i 30 ° istočno od Sunca. To je značilo da su se oba planeta pojavila zajedno u vidnom polju većine malih i srednjih teleskopa (iako su se međusobno razlikovali bez optičke pomoći). Tijekom najbližeg pristupa činilo se da su obje planete golim okom binarni objekt. Sa srednjih sjevernih geografskih širina, planeti su bili vidljivi jedan sat nakon zalaska sunca na manje od 15 ° nadmorske visine iznad jugozapadnog horizonta u zviježđu Jarca.

## Galerija
- Fotografija snimljena dva dana prije najbližeg prilaza s odvojenim otprilike 15 arcminuta.
- Velika konjukcija snimljena 19. prosinca 2020. godine s 14 mm SCT teleskopom i CCD-om u boji.
- Simulirani prikaz najboljeg scenarija teleskopom.
- Fotografija velike konjukcije 2020. godine snimljena dva dana prije najbližeg približavanja s četiri galilejska mjeseca vidljiva oko Jupitera
- Fotografija s prikazom Velike konjukcije, preuzeta iz Sirakuze, Pillirina.